# 호크아이 (심판 보조 시스템)

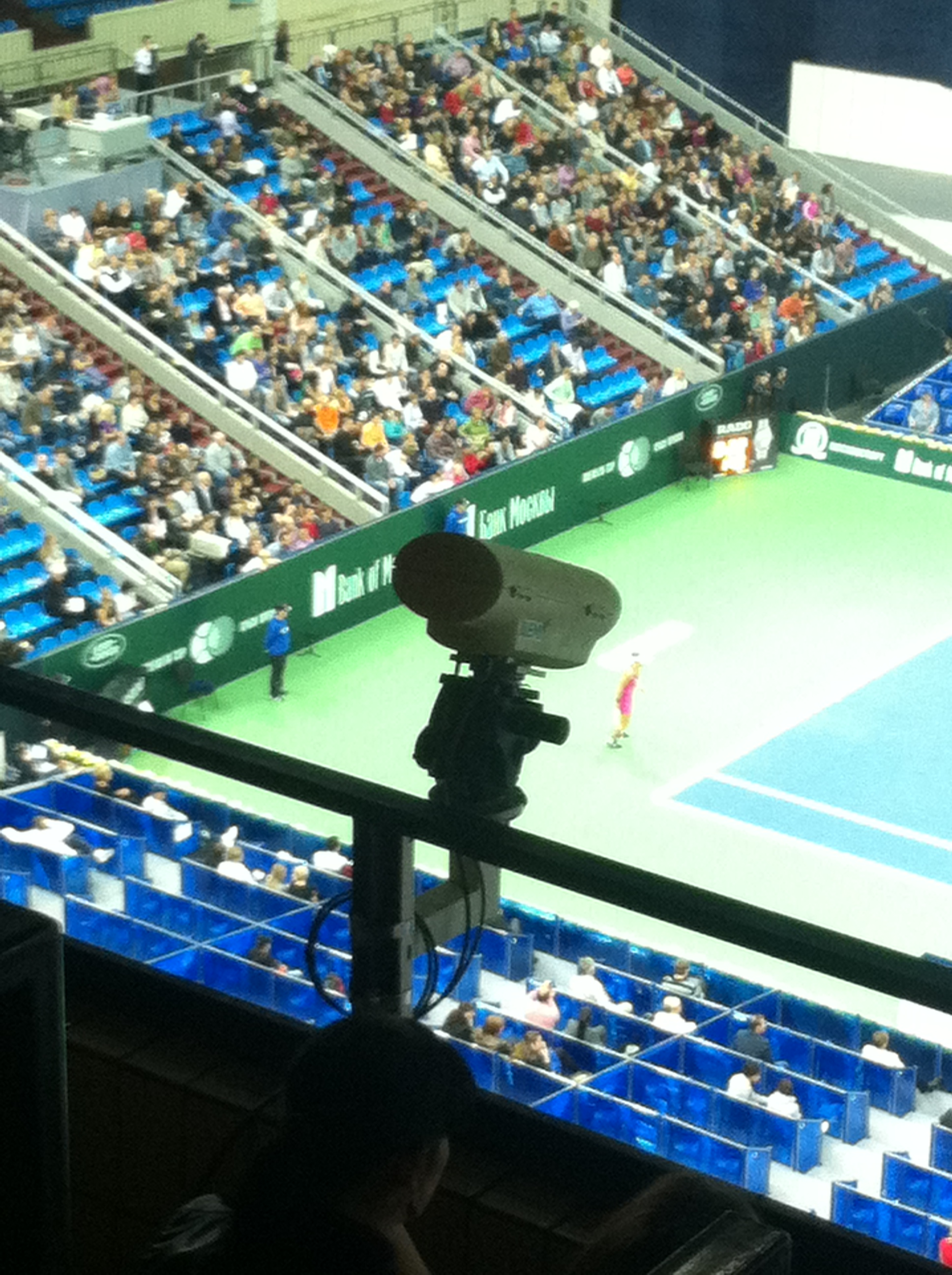
2012년 크레믈린컵 테니스 대회에 설치된 호크아이 카메라의 모습

호크아이(Hawk-Eye)는 테니스, 크리켓, 미식축구와 같은 구기 종목에서 경기 중 공의 위치와 궤도를 추적하고 통계적으로 분석하는 컴퓨터 시스템이다. 2001년 잉글랜드 롬시(Romsey)의 로크 메이너 리서치 사(Roke Manor Research Limited)에서 개발한 이 시스템은 테니스와 크리켓 경기에서 심판 판정의 보조 시스템으로 활용되고 있다. 기술의 발명자인 폴 호킨스 박사(Dr.Paul Hawkins)와 데이비드 셰리(David Sherry)는 영국에서 이 시스템과 관련하여 구기 종목에서의 볼 트랙킹 영상 처리기에 대한 특허를 출원하려 했다가 철회했던 바 있다. 이후 이 기술은 호크아이 이노베이션 사(Hawk-Eye Innovations Ltd.)라는 별도의 새로운 회사로 분리되어 귀속되었다. Sunset+Vine이라는 텔레비전 프로덕션 회사와의 합작 법인으로 설립된 이 회사는 이후 2011년 3월 소니에 인수합병되었다.

## 동작 원리
모든 종류의 호크아이 시스템은 경기장 내 다양한 각도 및 위치에 설치된 여러 대의 초고속 카메라가 제공하는 영상 및 타이밍 정보를 종합하여 삼각 측량의 원리로 공의 궤도를 추적한다. 테니스 경기의 경우, 열 대의 카메라가 사용된다. 카메라와 볼 트랙커에서 전송되어 오는 영상 정보는 컴퓨터 시스템에서 고속으로 처리된다. 경기장 영역에 대한 정보 및 경기 규칙에 대한 정보는 사전에 미리 입력된다.
시스템은 카메라로부터 전달되어 오는 각각의 영상 프레임을 분석하여 공에 당하는 픽셀들의 집합을 식별한다. 그리고 두 대 이상의 카메라에서 얻어진 영상을 비교하여 각 프레임에서 3차원 공간 상의 공의 위치를 계산한다. 이렇게 프레임별로 계산된 공의 위치 정보들을 종합하여 공이 이동한 궤도가 재구성된다. 시스템은 공의 예상 진행 방향 및 미리 입력된 경기장 내 사물과의 상호작용을 예측할 수 있으며, 또한 이러한 상호작용 정보를 해석하여 규정 위반에 해당하는 상황을 잡아 내는 것도 가능하다.
호크아이는 경기장 내에서 공의 움직임을 그래픽 영상으로 재현하며, 이 영상은 심판과 관중, 코치 등에게 실시간으로 제공된다.
트랙킹 시스템은 데이터베이스와 연계되어 각 선수들 및 경기의 내용 등을 통계적으로 분석하는 데에도 활용된다.